# Льєбана (комарка)
Льє́бана (ісп. Comarca de Liébana) — район (комарка) в Іспанії, входить до провінції Кантабрія в складі однойменної автономної громади.

## Муніципалітети
1. Кабесон-де-Льєбана
2. Камаленьо
3. Сільоріго-де-Льєбана
4. Песагеро
5. Потес
6. Тресвісо
7. Вега-де-Льєбана

## Інтернет-джерела
- Cantabria 2007. Liébana land of joy.
- Liebana.net [Архівовано 23 грудня 2021 у Wayback Machine.]
- Liébana and Picos de Europa [Архівовано 13 лютого 2011 у Wayback Machine.]
- Center of Studies of Liébana [Архівовано 1 червня 2013 у Wayback Machine.]
- 2006-2007 Liébanan Jubilee Year
- Economic Society Friends of Liébana Country